# Wilmington, Vermont
Wilmington är en kommun (town) i Windham County i delstaten Vermont, USA. Den är belägen vid Green Mountains. Vid folkräkningen år 2000 bodde 2 225 personer på orten. Den har enligt United States Census Bureau en area på totalt 106,9 km², varav 4,7 km² är vatten.
I augusti 2011 drabbades orten av stormen Irene.

### Fotnoter
1. ↑  Tara (14 februari 2018). ”The Complete Guide to Exploring Wilmington, Vermont”. Back Road Ramblers. https://backroadramblers.com/wilmington-vermont/. Läst 26 november 2018.